# ジェレミー・グリム
ジェレミー・グリム（Jérémy Grimm，1987年3月27日 - ）は、フランス・オストハイム出身のサッカー選手。ポジションはミッドフィールダー。RCストラスブール所属。

## 経歴
2013年、下部組織時代にも所属したRCストラスブールに入団した。クラブはその年にフランス全国選手権に昇格。3シーズン後にリーグ・ドゥに昇格し、2016-17シーズンはクラブの2部優勝と1部復帰に貢献した。